# Neolophonotus kolochaetes
Neolophonotus kolochaetes là một loài ruồi trong họ Asilidae. Neolophonotus kolochaetes được Londt miêu tả năm 1986. Loài này phân bố ở vùng nhiệt đới châu Phi.